# 祝龜
祝龜（？—？），字元靈，漢中南鄭人，性情滑稽，東漢末年名士。

## 生平
祝龜十五歲時，到汝南、潁川及太學學習，太守張府君很是驚奇，感嘆說：「吾見海內士多矣，無如祝龜者也。」，並曾與廣漢人古樸、周幹、彭勰等為王商之母張叔紀作頌，後來益州牧劉焉徵闢他，祝龜於是擔任葭萌長。著有《漢中耆舊傳》。
從東漢以來，蜀郡鄭厪、太尉趙謙及漢中陳術、祝龜、廣漢王商皆以博學聞名，共作巴蜀耆舊傳，陳壽認為內容不夠廣泛，所以再添加巴、漢兩地人事內容，撰寫了益部耆舊傳十篇。

## 評價
- 《華陽國志》常璩：「元靈斐斐。」